# Урміязи
Урмія́зи (рос. Урмиязы, башк. Урмияҙ) — село у складі Аскінського району Башкортостану, Росія. Адміністративний центр Урміязівської сільської ради.
Населення — 583 особи (2010; 684 у 2002).
Національний склад:
- башкири — 97 %